# 平野優
平野 優（ひらの ゆう、1990年1月16日 - ）は、日本中央競馬会 (JRA) の元騎手で、現在は調教助手。

## 来歴
東京都府中市出身で、小学生の頃から父に連れられ東京競馬場によく遊びに行っていた。中学2年の時に同級生の仲野光馬（現船橋競馬場所属騎手）に誘われ東京競馬場の乗馬センターで乗馬を始めた。中学校卒業後、競馬学校第24期生として入学したものの在学中に2年留年したため26期生として卒業。入学時の同期には三浦皇成、伊藤工真、大江原圭が、卒業時の同期には菅原隆一、高倉稜、川須栄彦、水口優也らがいる。
競馬学校卒業後は美浦トレーニングセンターの二ノ宮敬宇厩舎に所属。初騎乗は2010年3月6日の中京競馬第3レースでジョウテンデジタルに騎乗し15頭立ての13着。翌日の3月7日、中京競馬第8レースで7番人気アストレーションに騎乗し3戦目で初勝利。26期生の中で最初に勝利を挙げた。2010年は7勝を挙げ、民放競馬記者クラブ賞を受賞した。
2011年3月19日、ファルコンステークスで重賞初騎乗（14番人気オヤシオで8着）。2年目は16勝と勝ち星を伸ばした。
2012年4月15日、福島3レースでショウナンアタックに騎乗したが3コーナーで前の馬に触れてつまずき落馬。その際に内臓損傷の重傷を負い、騎乗再開は10月13日まで時間を要した。結果、この年は未勝利に終わった。
2013年5月4日、新潟7レースでルチャドルアスールに騎乗し1年5ヶ月ぶりに勝利。ルチャドルアスールとはその後も20戦以上にわたってコンビを組み、逃げる競馬で計4勝を挙げ、GIIセントウルステークスにも出走した。
2013年6月16日、フランス・シャンティイ競馬場で行われた若手騎手招待競走「ロンジン・フューチャー・レーシング・スター賞」にJRA代表で参戦し海外初騎乗（14頭立て8着）。
2017年12月5日、同年12月31日をもって騎手を引退することを発表。現役最後のレースとなった12月28日の中山4Rでは自厩舎の12番人気アドバンスマルスに騎乗し積極的に逃げて3着に入り、「3着に入ることができて悔いのない騎乗ができました。ですが、やっぱり競馬は甘くないということも教わりました」とコメントした。8年間の通算成績は1219戦29勝。
引退後は美浦・伊藤大士厩舎で調教助手となった。元騎手は攻め専への転向が多い中、自ら志願して持ち乗り厩務員を選び、2018年1月6日の中山1Rを担当馬のコウギョウブライトが制し、JRA新年最初のレースを勝利で飾った。

## 人物
- 競馬学校時代にTBS『学校へ行こう!MAX』（2006年4月25日放送）に三浦皇成らと共に出演した[13]。
- 趣味は映画鑑賞。特技はボウリング[14]。目標とする騎手はランフランコ・デットーリと武豊。初賞金の使途は「親への恩返し」。

## 騎手成績
|            | 日付          | 競走名       | 馬名               | 頭数 | 人気 | 着順 |
| ---------- | ------------- | ------------ | ------------------ | ---- | ---- | ---- |
| 初騎乗     | 2010年3月6日  | 3歳未勝利    | ジョウテンデジタル | 15頭 | 10   | 13着 |
| 初勝利     | 2010年3月7日  | 4歳上500万下 | アストレーション   | 16頭 | 7    | 1着  |
| 重賞初騎乗 | 2011年3月19日 | ファルコンS  | オヤシオ           | 14頭 | 14   | 8着  |

| 年度   | 1着 | 2着 | 3着 | 騎乗数 | 勝率 | 連対率 | 複勝率 | 表彰                 |
| ------ | --- | --- | --- | ------ | ---- | ------ | ------ | -------------------- |
| 2010年 | 7   | 12  | 10  | 238    | .029 | .080   | .122   | 民放競馬記者クラブ賞 |
| 2011年 | 16  | 19  | 28  | 487    | .033 | .072   | .129   |                      |
| 2012年 | 0   | 4   | 5   | 178    | .000 | .022   | .051   |                      |
| 2013年 | 4   | 1   | 1   | 109    | .037 | .046   | .055   |                      |
| 2014年 | 1   | 1   | 0   | 64     | .016 | .031   | .031   |                      |
| 2015年 | 1   | 3   | 2   | 55     | .018 | .073   | .109   |                      |
| 2016年 | 0   | 1   | 1   | 46     | .000 | .022   | .043   |                      |
| 2017年 | 0   | 0   | 2   | 42     | .000 | .000   | .048   |                      |
| 中央   | 29  | 41  | 49  | 1219   | .024 | .057   | .098   |                      |
| 地方   | 0   | 0   | 1   | 4      | .000 | .000   | .250   |                      |